# Krakau (district)
Krakau (powiat krakowski) is een district (powiat) in de Poolse woiwodschap Klein-Polen. De oppervlakte bedraagt 1229,62 km², het inwonertal 268.517 (2014).
De stad Krakau ligt ten zuiden van het district en is een zelfstandig stadsdistrict.

## Steden
- Krzeszowice
- Skała
- Skawina
- Słomniki
- Świątniki Górne

Stadsdistricten:
Krakau (Kraków) · Tarnów · Nowy Sącz

Districten:
Bochnia · Brzesko· Chrzanów · Dąbrowa Tarnowska · Gorlice · Krakau · Limanowa · Miechów · Myślenice · Nowy Sącz · Nowy Targ · Olkusz · Oświęcim · Proszowice · Sucha · Tarnów · Tatra · Wadowice · Wieliczka

Grootste steden:
Bochnia · Chrzanów · Gorlice · Krakau · Nowy Sącz · Nowy Targ · Olkusz · Oświęcim · Tarnów · Zakopane